# Kazimierz Osiecki
Kazimierz Osiecki (ur. 18 grudnia 1938 w Chabówce, zm. 13 lutego 2020) – polski ratownik górski.

## Życiorys
Od 1961 związany był z Górskim Ochotniczym Pogotowiem Ratunkowym (GOPR). W 1972 został kierownikiem podgrupy w Lutowiskach, a w jego mieszkaniu zorganizowano punkt ratowniczy. Na przestrzeni lat piastował między innymi funkcję instruktora ratownictwa górskiego, członka Zarządu GOPR, szefa komisji szkolenia oraz kierownika sekcji operacyjnej Lutowiska.  Jako ratownik górski przepracował 3807 godzin społecznych i wziął udział w 52 akcjach i wyprawach ratunkowych.
W 2001 za zasługi w ratownictwie górskim został odznaczony Krzyżem Kawalerskim Orderu Odrodzenia Polski. W 2014 otrzymał tytuł Honorowego Członka GOPR.